# Anadimonia
Anadimonia is een geslacht van kevers uit de familie bladkevers (Chrysomelidae).
De wetenschappelijke naam van het geslacht werd in 1936 gepubliceerd door Ogloblin.

## Soorten
- Anadimonia hainana (Gressitt & Kimoto, 1963)
- Anadimonia latifascia (Gressitt & Kimoto, 1963)
- Anadimonia potanini Ogloblin, 1936